# Nescus
Nescus – miejscowość i gmina we Francji, w regionie Oksytania, w departamencie Ariège.
Według danych na rok 2010 gminę zamieszkiwało 76 osób, a gęstość zaludnienia wynosiła 24 osób/km².